# Lycosa dacica
Lycosa dacica är en spindelart som först beskrevs av Pietro Pavesi 1898.  Lycosa dacica ingår i släktet Lycosa och familjen vargspindlar.
Artens utbredningsområde är Rumänien. Inga underarter finns listade i Catalogue of Life.